# Palais Zorzi
Le palais Zorzi, également connu sous le nom de Palazzo Zorzi Galeoni ou Palazzo Zorzi a San Severo, est un palais historique de Venise, situé dans le quartier Castello, entre la salizada Zorzi et le Rio di San Severo.

## Histoire
Marco Zorzi, surnommé Pinza d'Oro pour sa chance et son habileté dans les affaires, est intervenu vers la fin du XVe siècle pour refaire complètement le bâtiment préexistant, qui avait été construit sur un terrain acheté par les frères Giovanni et Francesco Zorzi à la fin du XIVe siècle. Le plan de Jacopo de' Barbari de 1500 montre le nouveau bâtiment encore en construction, mais on suppose que le projet a été confié à Mauro Codussi  (architecte, entre autres, de l'église voisine de Santa Maria Formosa) peu après 1480, puisque Codussi mourut en 1504. Francesco Sansovino en 1581 le décrit comme « le palais de la famille Giorgia recouvert de marbre blanc ».
En 1997, le bâtiment a été acheté par la municipalité de Venise et après cinq ans de restaurations qui effacèrent toute trace des anciennes décorations intérieures, en très mauvais état après des années de négligence, il est depuis 2002 le siège régional de l'UNESCO. L'Association des comités privés pour la sauvegarde de Venise y a été hébergée jusqu'en 2015, dirigée pendant 26 ans par Alvise Zorzi, descendant de la même famille qui a fondé le bâtiment.

## Description
Il se distingue par son revêtement en pierre d'Istrie très blanche à côté de l'ancien palais gothique Zorzi Bon et montre déjà des lignes résolument Renaissance. En particulier le plan anguleux, qui a conduit à la construction, très rare à Venise, d'un portego (en) en forme de L.
Le palais, en plus d'une cour intérieure avec bordure de puits, comprenait autrefois une grande aile le long de la salizada, aujourd'hui presque entièrement occupée par un restaurant, qui arbore une ancienne cheminée dans l'une des salles décorées d'un grand blason Zorzi. La cour elle-même, aujourd'hui restaurant, était à l'origine le grand jardin du bâtiment, auquel on accédait depuis un balcon adjacent au portego.

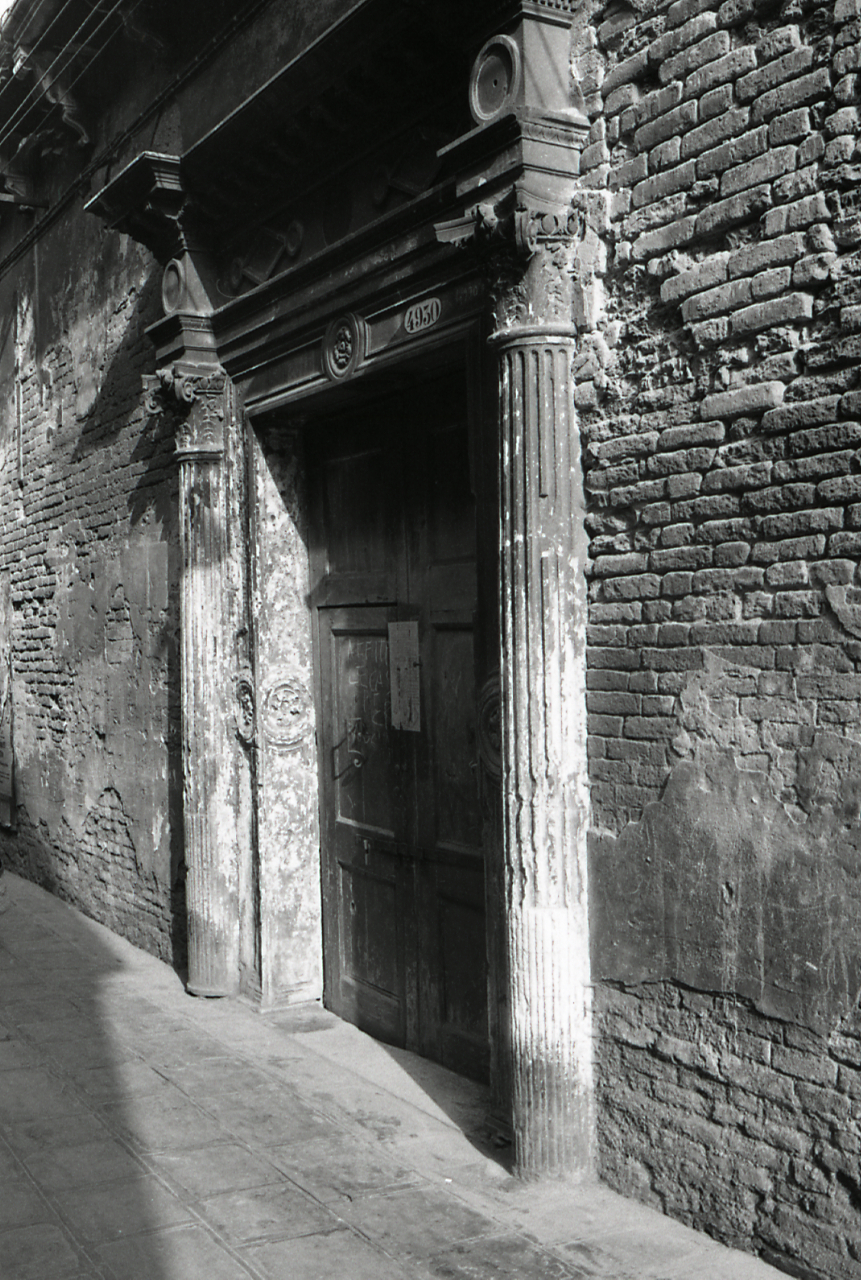
Le portail d'entrée, sur une photo de Paolo Monti de 1977.
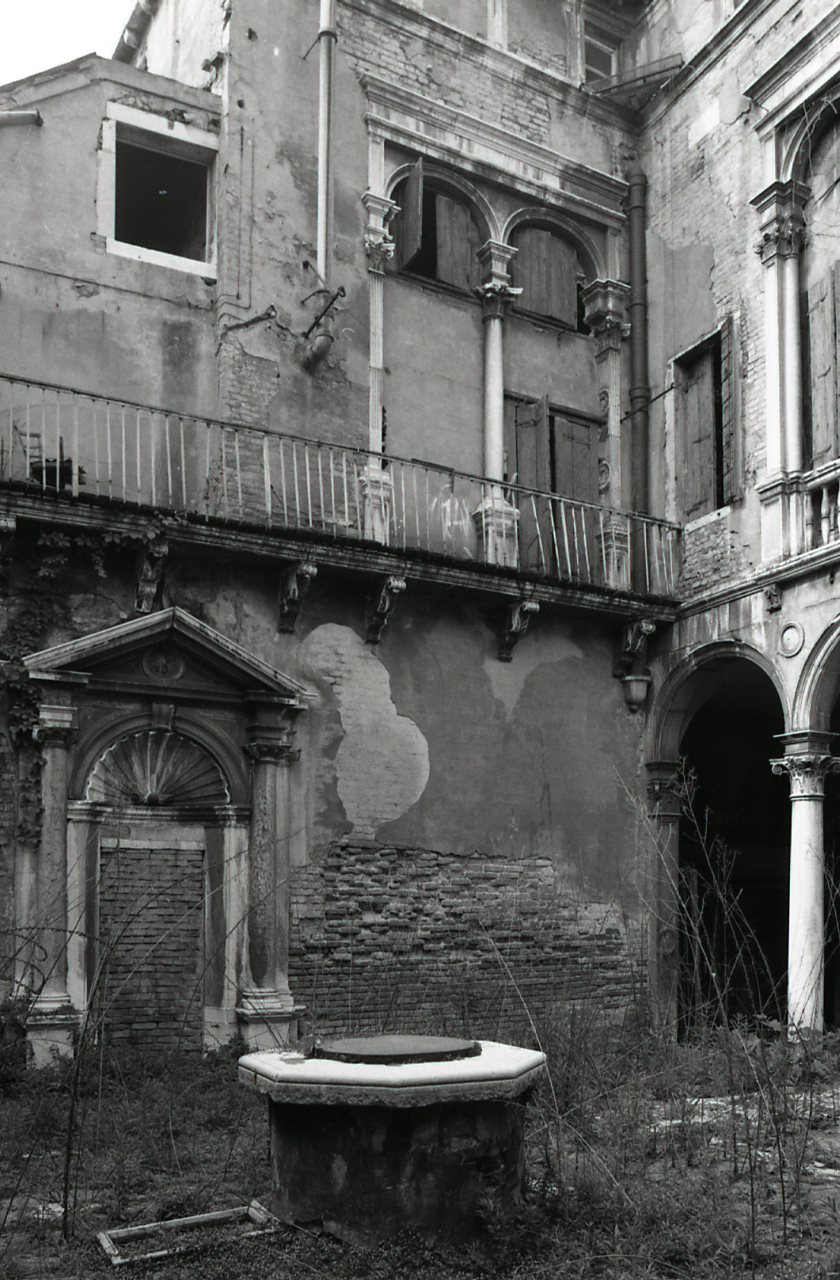
La cour intérieure sur une photo de Paolo Monti de 1977.